# Слон (фараон)
Слон, Пен-Абу (егип. транслит. pn-Abw, досл. «Это Слон») — фараон додинастического Египта, так называемой Тинитской конфедерации с центром в Чени (др.-греч. Тинис) и/или Абджу (др.-греч. Абидос).
Правил около 3300—3200 гг. до н. э., что соответствует фазам культуры Негада — IIIa1 и IIIa2. Фараоны этого периода включаются современными исследователями в условную 00 династию.
Существование Слона идентифицируется предположительными следами его имени в Нубии: на одном из граффити холма Гебель Шейх-Сулейман (окрестности Вади-Хальфы) и в Кустуле (нем. Qustul); а также в Верхнем Египте: возможно его имя отражено на Слоновьей палетке (Ху, гробница B 102). Одна из последних реконструкций имён и очерёдности правителей 00 династии конфедерации Тиниса/Абидоса представлена немецким египтологом Г. Дрейером (нем. Günter Dreyer), который в своих предположениях в основном опирался на интерпретацию граффити с колоссов бога Мина (Коптос) и протоиероглифах с бирок из слоновой кости гробницы U-j (Умм эль-Кааб, Абидос).
Современной науке неизвестны какие-либо данные о правлении Слона, египтологи не имеют единого мнения о правильности написания его имени и, собственно, до сих пор остаётся открыт вопрос о его реальном существовании — возможно, все найденные знаки слона являются не именем, а топонимом — названием какого-либо нома или города.

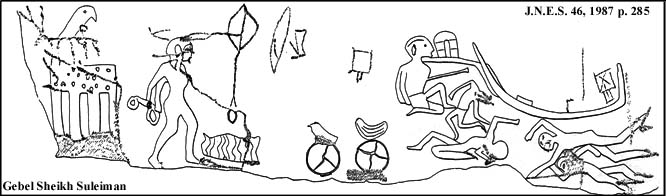
Прорисовка наскального рисунка из Гебель Шейх-Сулейман, где предположительно было упомянуто имя фараона Слона.